# Kejsi Tola
Kejsi Tola (Tirana, República Popular de Albania, 5 de febrero de 1992) es una cantante albanesa que ganó en 2007 el concurso Ethet (Albanian pop idol). En 2008 ganó el Festivali I Këngës 47, con lo que consiguió representar a Albania en el Festival de la Canción de Eurovisión 2009 en Moscú, Rusia.

## Biografía
Cuando Kejsi sólo contaba con 11 años triunfó en el festival "Jóvenes voces de Albania", lo que permitió su participación en otros concursos y programas de televisión como el conocido "Jóvenes Genios", un popular programa de jóvenes talentos en el que quedó entre los diez finalistas. Poco después participó en Ethet, en el que tras dos meses de competición logró la victoria.

### Festival de Eurovisión 2009
Después de aquellos éxitos, la cantante participó en el Festivali i Kënges en el 2008, con la canción "Më merr në ëndër", traducida al inglés como "Carry e in your dreams". La canción de Kejsi fue compuesta por Edmond Zhulali, quien también compuso la primera canción que su nación envió a Eurovisión, The Image Of You (Imazhi yt) en el Festival de la Canción de Eurovisión 2004 interpretado por Anjeza Shahini.
Kejsi representó a su país en el Festival de la Canción de Eurovisión 2009 en Rusia después de haber ganado la final nacional albanesa el 21 de diciembre. Terminó en el decimoséptimo lugar con 48 puntos en la final, y en la semifinal obtuvo el séptimo lugar. 

### Siguientes proyectos
Después de su participación en Eurovisión, Kejsi prosiguió con su carrera codeándose con diferentes compositores y participando nuevamente en diversos festivales de la canción en su país.
En el año 2012, la vocalista volvió a participar en el Festivali i Kënges con la canción "S'jemi më atje" (ya no estamos allí) con la que quedó cuarta con 42 puntos. Poco después, participó en el Kënga Magjike con la aclamada canción "Perendeshe E Fantazise" (Diosa de fantasía).
Dos años después, en el 2014, Kejsi evoluciona hacia un sonido más electrónico con la canción "Iceberg", con la que participó en el Kënga Magjike logrando el quinto puesto y el premio a la canción mejor producida. Esta canción el valió aún más éxitos, pues fue nominada en los Kult Awards a la canción del año.
Tras cuatro años de receso, la joven cantante reaparece en el panorama musical con una canción titulada "Ke me mua" (Estás conmigo), compuesta por el popular Flori Mumajesi, con la que nuevamente participa en el Kënga Magjike logrando el quinto puesto con 645 puntos.

## Discografía

### Sencillos
- "Nje Minute" (Un Minuto)(2008)
- "Carry me in your dreams" (Llévame en tus Sueños)(2008)
- "Qiellin do ta Prek me Ty" (Y para que sufrió)(2009)
- "UAT (ft. Shqiponjat)" (Tú)2009)
- "Ndonjëherë" (Alma) (2009)
- "Pranë" (Buscando)(2010)
- "Me Jeto" (Futuro) (2011)
- "Atje" (Loca)(2012)
- "Perendeshe E Fantazise" (Diosa de fantasía) (2012)
- "S'jemi më atje" (No Dijo)(2012)
- "Ajsberg" (Tierra de Hielo)(2014)
- "Ke me mua" (Estás conmigo) (2018)